# غونزالو خافيير رودريغيز
غونزالو خافيير رودريغيز (بالإسبانية: Gonzalo Javier Rodríguez)‏ (مواليد 10 أبريل 1984 في بوينس آيرس - الأرجنتين) لاعب كرة قدم أرجنتيني يلعب حاليا لصالح نادي فيورنتينا الإيطالي قادماً من فياريال الإسباني في صيف 2012 يلعب في مركز قلب الدفاع .

## مسيرته الكروية
لعب غونزالو خافيير رودريغيز خلال مسيرته الاحترافية مع 3 أندية في ثمانية عشر موسمًا وسجل خلالها 34 هدفًا ضمن 432 مباراة. ولم يفز بأي موسم بالكأس أو بالدوري.
خاض غونزالو خافيير رودريغيز مسيرته مع نادي سان لورينزو في موسم 2002–03 في المرة الأولى ولمدة موسمين ثم في موسم 2017–18 واستمر معه طيلة ثلاثة مواسم، مشاركًا طوالها في 90 مباراة سجل خلالها 6 أهداف. ثم انتقل إلى نادي فياريال في موسم 2004–05 ليلعب معه ثمانية مواسم، حيث شارك في 183 مباراة سجل خلالها 6 أهداف أيضًا. لينتقل بعدها إلى نادي فيورنتينا في موسم 2012–13 ليلعب معه خمسة مواسم، مشاركًا في 159 مباراة سجل خلالها 22 هدفًا.

## روابط خارجية
- غونزالو خافيير رودريغيز على موقع الاتحاد الدولي (مؤرشف)  (الإنجليزية)
- غونزالو خافيير رودريغيز على موقع قاعدة بيانات كرة القدم.إي يو (الإنجليزية)
- غونزالو خافيير رودريغيز على موقع بيانات كرة القدم. دي إي (الألمانية)
- غونزالو خافيير رودريغيز على موقع ناشيونال فوتبول تيمز (الإنجليزية)
- غونزالو خافيير رودريغيز على موقع Soccerway.com (الإنجليزية)
- غونزالو خافيير رودريغيز على موقع عالم كرة القدم.نت (الإنجليزية)
- غونزالو خافيير رودريغيز على موقع أوليمبيديا (الإنجليزية)
- غونزالو خافيير رودريغيز على موقع AS.com (الإسبانية)